# از آسیب رساندن بپرهیز
از آسیب رساندن بپرهیز (انگلیسی: Do No Harm) یک مجموعهٔ تلویزیونی درام پزشکی آمریکایی است که در ۷ سپتامبر ۲۰۱۳ منتشر شد. این سریال که اقتباسی امروزی و جدید از رمان مورد غیرعادی دکتر جکیل و آقای هاید اثر رابرت لویی استیونسن است، با واکنش‌های منفی منتقدان مواجه شد و نمرهٔ آن در وبگاه راتن تومیتوز ۱۵٪ است.

## گزیدهٔ بازیگران

### اصلی
- استیون پاسکول
- آلانا دلا گارزا
- روتا گدمینتاس
- فیلیسیا رشاد
- مایکل اسپر
- جان کارول لینچ

### دوره‌ای و میهمان
- لین-منوئل میرندا
- سم لیواین
- جرمی دیویدسن
- تونی تراکس
- جیمز کرامول
- جرنی اسمالت
- اف. موری آبراهام